# Sottern (Uppland)
 Ikke at forveksle med Sottern.
Sottern er en lang smal sø i det svenske landskap Uppland som krydser länsgrænsen mellem Edsbro socken i Stockholms län og Knutby socken i Uppsala län. Byen Smara ligger ved den sydlige del  af Sottern. Søen har været formindsket pga. vandstandssænkning, men vokser nu igen, efter at der er dannet en forening til at at stoppe det. 

## Eksterne kilder og henvisninger
- Sjön Sotterns vänner

59°53′40″N 18°23′30″Ø / 59.89444°N 18.39167°Ø